# Arheoastronomie
Arheoastronomia și etnoastronomia încearcă să descifreze importanța astronomiei în viața strămoșilor dar și a contemporanilor noștri. De la aspectele istorice, arheologice și până la cele etnologice, astronomia a impactat mereu societatea în care trăim. Arheoastronomia este o știință umanistă interdisciplinară aflată la granița dintre arheologie, astronomie, istorie și etnologie. Prin studiul acesteia, cercetătorii încearcă să descifreze și să explice importanța astrelor asupra omului în vechime. Pe de altă parte, etnoastronomia se ocupă cu studiul importanței astrelor în societatea modernă. Cele două științe fac parte din ceea ce numim astăzi astronomia culturală. Aceasta este definită ca un set de domenii interdisciplinare ce studiază sistemele astronomice din societățile și culturile moderne și din vechime. 
Astfel de domenii includ:
- Arheoastronomia: studiul folosirii astronomiei de către civilizații si culturi antice
- Etnoastronomia: studiul folosirii astronomiei de către culturile contemporane
- Astronomia istorică: analiza datelor astronomice istorice
- Istoria astronomiei: studiul evoluției astronomiei de-a lungul istoriei umanității
- Istoria astrologiei: înțelegerea rolului astrologiei în originea astronomiei precum și înțelegerea diferențelor dintre cele două

Profesorul emerit Clive Ruggles Arhivat în 10 ianuarie 2020, la Wayback Machine. definește arheoastronomia ca fiind studiul credințelor și practicilor legate de cer din trecut, îndeosebi în preistorie precum și al modului în care cunoștințele omului despre cer au fost folosite.

## Scurt istoric
Inițial, studiul acestor aspecte a fost înglobat în ceea ce s-a numit astro-arheologie, concentrându-se pe identificarea pe baza descoperirilor arheologice a unor interese astronomice antice. Astronomii erau principalii actori în aceste demersuri. Pe măsură ce studiile au început să cuprindă informații antropologice, termenul a fost schimbat în arheoastronomie. În prezent, arheoastronomia, istoria astronomiei și etnoastronomia sunt grupate în ceea ce numim generic astronomie culturală, deși nu toți cercetătorii sunt de părere că aceste discipline aparțin aceluiași grup. Unii dintre ei consideră arheoastronomia ca fiind mai degrabă o ramură a arheologiei, deoarece scopul principal al studiilor este descoperirea arheologică, fapt care necesită în mod obligatoriu considerarea contextului cultural. Un alt argument care plasează arheoastronomia în rândul subramurilor arheologiei este faptul că obiectivele studiilor sunt mult mai relevante pentru arheologie decât pentru astronomie. Există însă numeroase cazuri în care dovezile antropologice, istorice și arheologice lipsesc, iar atunci nu putem ignora pur și simplu considerentele astronomice, deseori statistice care pot arăta un posibil interes pentru stele manifestat în sânul unei culturi despre care știm foarte puține lucruri.
Cu secole înainte de a avea arheoastronomi și arheologi, au existat astronomi și anticari care începând cu sfârșitul secolului al XVII-lea au interpretat alinierile astronomice ale unor structuri antice (megaliți precum Stonehenge sau marile piramide din Egipt) dar și moderne (biserici). Conform spuselor arheoastronomului britanic Clive Ruggles, primul arheoastronom în adevăratul sens al cuvântului a fost probabil Heinrich Nissen în secolul al XIX-lea, iar profesorul Vito Francesco Polcaro îl indică pe Sir W.M. Flinders Petrie ca fiind primul care a testat alinierea la solstițiu a monumentului de la Stonhenge. Munca lui Alexander Thom din anii 1960 cu privire la alinierile de la Stonehenge a avut însă primul impact major asupra comunității academice și societății umane în general. Absența unei metodologii clare referitoare la arheoastronomie a generat, și continuă să o facă într-o oarecare măsură și în prezent, o doză de scepticism în rândul arheologilor și al astronomilor deopotrivă. Principalul motiv îl constituie, probabil, lipsa unei comunicări eficiente între comunități.
Arheoastronomia a înregistrat un avânt uriaș în ultimele decenii, în parte și datorită unor ingineri, artiști sau simpli amatori care prin observațiile lor au scos la iveală unele coincidențe (deloc întâmplătoare) astronomice uimitoare. Polcaro o menționează în studiile sale pe pictorița Anna Sofaer care studiind picturile rupestre din Chaco Canyon a observat faptul că Soarele iluminează printr-o crăpătură în stâncă diferite zone ale acestora la momentul solstițiilor.

### România
În România, rezultate notabile au apărut odată cu cercetările de la Sarmizegetusa Regia efectuate de către arheologul și istoricul Constantin Daicoviciu în anii 1960, când se emit primele ipoteze referitoare la un presupus calendar dacic. De atunci, o parte a comunității academice dar și unii pasionați au realizat o serie întreagă de studii legate de posibile interpretări astronomice ale unor așezări, necropole și inscripții sau decorațiuni regăsite în clădirile de acum sau de demult. 
Remarcăm aici studiile din ultimele decenii ale lui Florin Stănescu asupra civilizației dacice, cele ale lui Leonard Dorogostaisky asupra fortificației de la Cornești-Iarcuri, cele ale lui Iharka Szücs-Csillik asupra astronomiei neolitice, și cele ale lui Dan-George Uza asupra cadranelor solare din România. Volume colective dedicate arheoastronomiei în România precum și din regiunea istorică Banat au fost publicate de către prof. univ. dr. habil. Marc Frincu.

#### Organizații care se ocupă de studiul arheoastronomic
În 2010 ia ființă Societatea Română de Arheometrie, fondată cu ocazia Simpozionului Național de Arheometrie din 28-29 octombrie de la București. Membrii fondatori au fost: Bogdan Constantinescu (cercetător științific 1 - fizician), Eugen-Silviu Teodor (cercetător științific 1 - arheolog), Zoia Maxim (cercetător științific - arheolog), Petre-Ralli Frangopol (chimist), prof. univ. dr. Florin Stănescu (matematician), Florina-Cătălina Chiojdeanu (asistent cercetare - fizician), Daniela Stan (geolog). În 2010, respectiv 2013 aceasta a organizat Simpozionul Național de Arheometrie.
În 2017 ia ființă Societatea Română pentru Astronomie Culturală (SRPAC), fondată la Timișoara de către prof. univ. dr. habil. Marc Frîncu (informatician și arheoastronom), dr. Simina Frîncu (lingvist), Dan-George Uza (specialist în gnomonică) și Andrei Juravle (astronom amator). Aceasta organizează anual Sesiunea Internațională de Comunicări. În 2022, SRPAC a organizat la Timișoara ediția cu nr. 29 a Conferinței Societății Europene pentru Astronomie în Cultură (SEAC).

## Clasificare
De-a lungul timpului, au luat amploare două direcții de studiu numite arheoastronomia verde și arheoastronomia maro. Dezvoltarea lor a ținut mai degrabă de locul în care s-au conturat și de datele disponibile. În Europa, lipsa unor date istorice și etnografice a fost însoțită de numărul mare de construcții megalitice. Acest fapt a condus la dezvoltarea unor studii bazate exclusiv pe analiza statistică care, din păcate, deși poate indica o preocupare a populației pentru orientări astronomice, nu explică de ce a existat acest interes (arheoastronomia verde). În Americi însă, datele etnografice abundă, ele fiind folosite pentru a explica în numeroase cazuri anumite interese ale populației indigene pentru astre precum Venus (arheoastronomia maro).